# سالي روذرفورد
سالي روذرفورد (بالإنجليزية: Sally Rutherford)‏ هي لاعب هوكي الحقل نيوزيلندية، ولدت في 5 يونيو 1981 في هاميلتون في نيوزيلندا.

## وصلات خارجية
- سالي روذرفورد على موقع أوليمبيديا (الإنجليزية)
- سالي روذرفورد على موقع اللجنة الأولمبية النيوزيلندية (الإنجليزية)
- سالي روذرفورد على موقع اتحاد ألعاب الكومنولث (مؤرشف) (الإنجليزية)